# وعاظ السلاطين (كتاب)
وعاظ السلاطين هو عنوان كتاب للباحث الاجتماعي العراقي الدكتور علي الوردي صدرت الطبعة الأولى من هذا الكتاب سنة 1954م. يدور الكتاب حول إطار البحث الاجتماعي وفهم الطبيعة البشرية المترفة وكذلك تحليل لبعض الأمور ذات الطابع الاجتماعي ويتناول الكتاب أيضا أحداث التاريخ الإسلامي في ضوء المنطق الاجتماعي الحديث وموقف قريش من الدين الجديد وتطورات المفاهيم الاجتماعية بعد ظهور الدين واثره على قريش وتلاها من صراع على الخلافة الإسلامية بعد وفاة محمد بن عبد الله ﷺ وأيضا مقتل عثمان بن عفان وما رافق مقتله من صراع ما بين علي بن أبي طالب ومعاوية بن أبي سفيان وخلاف قائم بين السنة والشيعة إلى يومنا هذا حول هذا الأمر.

## فصول الكتاب
1. الوعظ والصراع النفسي
2. الوعظ وازدواجية الشخصية
3. الوعظ وإصلاح المجتمع
4. مشكلة السلف الصالح
5. عبد الله بن سبأ
6. قريش
7. قريش والشعر
8. عمار بن ياسر
9. علي بن ابي طالب
10. طبيعة الشهيد
11. قضية الشيعة والسنة
12. عبرة التاريخ